# 施泰因巴赫 (迪爾施巴赫河支流)
51°00′08″N 7°13′04″E / 51.00213329°N 7.21771717°E
施泰因巴赫（德語：Steinbach），是德國的河流，位於該國西部，處於北萊茵-威斯特法倫州，屬於迪爾施巴赫河的支流，河道全長1.1公里，流域面積1.4平方公里。